# Alabama (rivier)
De Alabama is een rivier in de Amerikaanse staat Alabama die haar naam krijgt op het punt van de samenvloeiing van de Coosa en de Tallapoosa. De breedte van de rivier varieert van 46 tot 183 meter, en de diepte van 1 tot 12 meter. Bij de samenvloeiing met de Tombigbee krijgt ze de naam Mobile.
De rivier speelde een rol van belang tijdens de economische opmars van het gebied in de 19e eeuw. Echter, sinds de aanleg van auto- en spoorwegen worden over de Alabama enkel nog plaatselijke landbouwproducten getransporteerd.